# Club Deportivo y Cultural Universidad Católica Boliviana (voleibol feminino)
O Club Deportivo y Cultural Universidad Católica Boliviana, é um time boliviano de voleibol indoor feminino da cidade de La Paz.
Alcançou na Liga Superior Boliviana de 2002 seu primeiro título nacional, na edição seguinte encerrou com o vice-campeonato.
Em 2004 conquistou o bicampeonato da Liga Superior. Competiu na Liga Superior 2005. Na edição da Liga Superior de 2006 alcançou o vice-campeonato.
Em 2007 disputou a Liga Superior e encerrou na quarta posição no hexagonal final da Liga Superior de 2008 e em 2008 encerrou na quinta colocação final.
Na edição da Liga Superior de 2009 encerrou com vice-campeonato no hexagonal final e foi quarto colocado da Liga Superior de 2010.
Na temporada  esportiva de 2011 foi vice-campeão da Liga Superior Boliviana em 2011 e na jornada seguinte conquista o tricampeonato da Liga Superior e alcançou o bronze no Campeonato Sul-Americano de Clubes de 2012, utilizando a alcunha UCB (“San Pablo”).
Na edição do ano de 2013 foi o quarto colocado na Liga Superior. Participou da etapa final da Liga Superior de 2014, escapando do rebaixamento. Na Liga Superior de 2015  foi o quinto quinto colocado.

## Resultados obtidos nas principais competições

### Títulos conquistados
- Campeonato Sul-Americano de Clubes:2012[16]
- Campeonato Boliviano(3 vezes): 2002,[1]2004,[3]2012[13]
- Campeonato Boliviano(3 vezes): 2003,[2]2006,[6]2009,[10] 2011[12]
- Campeonato Boliviano(3 vezes):2007,[8] 2010,[11] 2013[17]